# Мистер Олимпия 1994
Мистер Олимпия 1994 — одно из самых значимых международных соревнований по культуризму, прошедшее под эгидой Международной федерации бодибилдинга (англ. International Federation of Bodybuilding, IFBB) Атланта, США. Действующий чемпион, англичанин, Дориан Ятс после получения тяжелой травмы плеча и квадрицепса, за месяц до соревнования всё же смог одержать победу. Это был 30-й по счету конкурс «Мистер Олимпия».

## Таблица
Место	Участник	№	Страна	Награда
- 1	Дориан Ятс	14	Англия	100 000
- 2	Шон Рэй	7	США	50 000
- 3	Кевин Леврон	8	США	30 000
- 4	Пол Диллет	20	Канада	25 000
- 5	Портер Котрелл	19	США	15 000
- 6	Крис Кормье	10	США	12 000
- 7	Нассер Эль Сонбати	5	Германия	8 000
- 8	Чарльз Клермон	15	Барбадос	7 000
- 9	Андреас Мюнцер	6	Австрия	6 000
- 10	Сонни Шмидт	1	Австралия	5 000
- 11	Альк Гюрли	3	США
- 12	Аарон Бейкер	18	США
- 13	Милош Сарцев	13	Югославия
- 14	Тьерри Пастель	2	Франция
- 15	Ронни Колеман	17	США
- 16	Джон Шерман	4	США
- 17	Ахим Альбрехт	21	Германия
- 18	Роланд Чарлок	22	Польша
- —	Самир Банну	16	Ливан
- —	Девид Дирт	12	США
- —	Майк Квин	9	США
- —	Хендерсон Торн	23	Канада
- —	Гюнтер Шлиркамп	11	Германия